# Appaloosa Interactive
Appaloosa Interactive (ранее Novotrade International) — компания-разработчик компьютерных игр. Была основана в 1983 году в Венгерской Народной Республике и создала множество консольных игр в 1980-е—1990-е годов. Штаб-квартира компании находилась в Пало-Алто, штат Калифорния. Также она владела двумя другими фирмами по производству ПО в Будапеште. Самым известным продуктом компании можно назвать серию видеоигр Ecco the Dolphin. Последней разработанной игрой является Jaws Unleashed, основанной на серии фильмов «Челюсти». Компания прекратила свою деятельность в 2006 году. Часть разработчиков ушла в Mithis Entertainment.

## Разработанные игры
- The Adventures of Batman & Robin
- Airball (порт для NES, невыпущен)
- Around The World In 80 Days
- The Contra Adventure
- California Games (порт для Sega Genesis)
- California Pro Golf
- Castlevania (порт для Commodore Amiga)
- Catch a Thief
- Circus Games
- Contra: Legacy of War
- Cyborg Justice
- Ecco Jr.
- Ecco the Dolphin
- Ecco the Dolphin: Defender of the Future
- Ecco: The Tides of Time
- Exosquad
- Galaxy Force II
- Garfield: Caught in the Act
- Golf Construction Set
- Grossology
- Holyfield Boxing
- How Things Work in Busytown
- Impossible Mission II
- The Jungle Book
- Jaws Unleashed
- Kolibri
- The Lost World: Jurassic Park
- Magic School Bus: Space Exploration Game
- Museum Madness
- Peter Pan
- Power Rangers Jigsaw Puzzles
- Power Rangers PowerActive Math
- Power Rangers PowerActive Words
- Power Rangers Print Kit
- RBI Baseball
- Richard Scarry: Busytown
- Sentinel Worlds I: Future Magic
- The Simpsons
- Sports-A-Roni
- Sky Target
- South Park
- Starship Andromeda
- Star Trek: Deep Space Nine (компьютерная игра)
- Sub Battle Simulator
- Super Action Football
- Tails and the Music Maker
- Three Dirty Dwarves
- Tiny Tank: Up Your Arsenal
- Tomcat Alley
- USS Stinger
- Wacky Races
- Water Polo
- Wild West
- Wilson Pro Staff Golf
- World Karate Championship
- World Trophy Soccer